# Pedro Lanza
Pedro Lanza (Buenos Aires, 7 giugno 1963) è un ex rugbista a 15 e allenatore di rugby a 15 argentino.

## Biografia
Cresciuto nel CUBA (Club Universitario di Buenos Aires), ivi militò per tutta la sua carriera; esordì in Nazionale argentina nel 1983 nel corso del Sudamericano di quell'anno in Argentina, a Buenos Aires, laureandosi campione continentale.
Due anni più tardi si riconfermò campione nel corso del torneo 1985 ad Asunción (Paraguay); fu nella rosa che prese parte anche alla Coppa del Mondo di rugby 1987 in Australia e Nuova Zelanda, costituendo, insieme a suo fratello Juan, la prima coppia di gemelli argentini alla Coppa del Mondo.
Entrambi disputarono il loro ultimo incontro internazionale nel corso della competizione mondiale, il 1º giugno 1987 contro la Nuova Zelanda.
Dopo il ritiro da giocatore Pedro Lanza, come suo fratello, ha intrapreso la carriera da allenatore e attualmente è tecnico dello stesso CUBA, del quale fino al 2008 ha guidato la prima squadra insieme a Juan.

## Palmarès
- Campionati sudamericani: 2
Argentina: 1983, 1985